# Sant Sadurní de la Salsa
Sant Sadurní de la Salsa és un monument del municipi de Bassella (Alt Urgell) protegit com a bé cultural d'interès local.

## Descripció
Edifici religiós d'una nau coberta amb volta de canó i sagristia afegida al mur nord. Absis semicircular amb una finestra. Al mur de ponent campanar de paret de dos ulls i al mur sud finestra de doble esqueixada. És una construcció rústega de pedres en filades.